# Werner Thieme
Hans-Werner „Werner“ Thieme (* 13. Oktober 1923 in Celle; † 16. Juni 2016 ebenda) war ein deutscher Rechtswissenschaftler. Er galt als „der unbestrittene Meister des Deutschen Hochschulrechts, in erster Linie durch sein gleichnamiges großes Lehrbuch“.

## Leben
Werner Thieme, Sohn des späteren Senatspräsidenten am Oberlandesgericht Celle Paul Thieme, leistete nach dem Abitur in Celle von 1942 bis 1945 Wehrdienst, zuletzt als Leutnant. Nach dem Ende des Krieges studierte er Rechtswissenschaft an der Georg-August-Universität Göttingen, bestand 1948 das Referendarexamen und wurde 1951 mit einer Arbeit über die Rechtsstellung des Ausländers nach dem Grundgesetz bei Werner Weber zum Dr. iur. promoviert. Nach dem Assessorexamen (1952) arbeitete Thieme als Geschäftsführer des Hochschulverbandes und habilitierte sich 1955 bei Hans Peter Ipsen für die Fächer Staats-, Verwaltungs- und Kirchenrecht. Seine Habilitationsschrift über Deutsches Hochschulrecht erwies sich als Standardwerk und erschien 1986 in zweiter und 2004 in dritter, vollständig neu bearbeiteter Auflage.
Zum Wintersemester 1956/1957 wurde Thieme als Professor für Öffentliches Recht an die Universität des Saarlandes berufen. Zum Sommersemester 1962 wechselte er auf den Lehrstuhl für Öffentliches Recht und Verwaltungslehre an der Universität Hamburg und leitete dort bis 1988 das von ihm gegründete Seminar für Verwaltungslehre. Mit Ulrich Becker publizierte er ein Handbuch der Verwaltung.
Im Jahr 1967 gründete Thieme unter der Schirmherrschaft des Hochschulverbandes sowie mit Drittmitteln der Stiftung Volkswagenwerk einen „Arbeitskreis für Hochschuldidaktik“, dessen Leitung er bis 1972 innehatte. Nach Beendigung der Finanzierung durch die VW-Stiftung gehörte Thieme 1971 zu den Mitbegründern der Arbeitsgemeinschaft für Hochschuldidaktik e. V., die als Deutsche Gesellschaft für Hochschuldidaktik e. V. bis heute besteht und u. a. die Zeitschrift Das Hochschulwesen herausgibt.
Von 1958 bis 1962 war Thieme außerdem Mitglied des Verfassungsgerichtshofs des Saarlandes und von 1986 bis 1998 Mitglied des Hamburgischen Verfassungsgerichts.
Nach seiner Emeritierung im Jahre 1988 war Werner Thieme bis 2010 als Rechtsanwalt in Celle tätig.

## Schriften (Auswahl)
Thieme hat im Laufe seines Gelehrtenlebens 25 selbstständige Schriften und 14 weitere als Mitverfasser veröffentlicht, dazu kommen rund 200 Aufsätze in Zeitschriften und Sammelwerken, Gutachten sowie 15 Herausgeberschaften.
- Deutsches Hochschulrecht. 3. Aufl., Heymann, Köln u. a. 2004, ISBN 3-452-24763-5.
- Das deutsche Personenrecht. Duncker & Humblot, Berlin 2003, ISBN 3-428-10980-5.
- Einführung in die Verwaltungslehre. Heymann, Köln u. a. 1995, ISBN 3-452-20899-0.
- Verwaltungslehre. 4. Aufl., Heymann, Köln u. a. 1984, ISBN 3-452-19813-8.